# ウォーレン・デ・マルティーニ

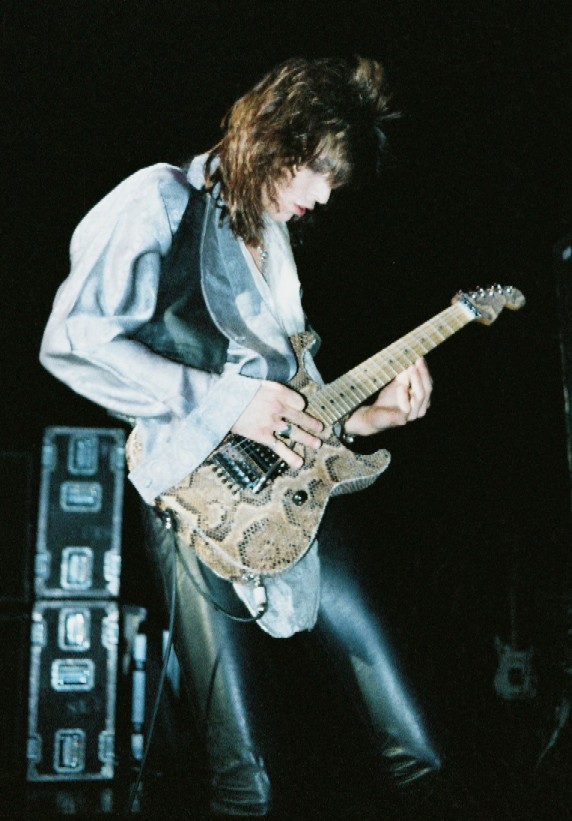
ウォーレン・デ・マルティーニ

ウォーレン・ジャスティン・デマルティーニ（Warren Justin DeMartini、1963年4月10日 - ）は、ロックバンドラットのギタリスト。ニックネームはトーチ（Torch）。ラットは1980年代半ばから後半にかけて人気を得た、ロサンゼルスのLAメタル・バンドである。
ウォーレンはシカゴで、6人兄弟の末っ子として生まれた。
上の兄弟の影響でロックに興味を持ち始めるが、そのことをクラシックピアノを演奏する母と無声映画でピアノ伴奏をしていた祖母にも励まされた。
母から7歳のときギターをもらうが、彼は弾けず、ザ・フーのピート・タウンゼントのステージを見たとき、それを叩き壊してしまう。
その事件のあと、歳月がたち、その間も彼には新しいギターを得る機会は無かった。15歳になったある日、クリスマスに貰ったお金で彼自身再びギターを入手。基礎的なテクニックのレッスンを受け、プレイグ（The Plague）というバンドを結成する。その後エアクラフト（Aircraft）と言う別のバンドに加入。
1979年には、ラ・ホヤ・ハイスクールにて少数の観衆を前に初めてコンサートでプレイした。同時に他のローカルバンドでも演奏し、サンディエゴにおいては、若く才気に満ちたギタープレーヤーと認識されるようになる。1981年に彼は高校を卒業した。

## ラット加入
数年後、ウォーレンはバンド、ミッキーラット（後のラット）に友人であるジェイク・E・リーの代役として参加。ジェイクがラフ・カット加入のためにラット脱退後、正式加入。もう一人のラットのギタリストでありメインコンポーザーであったロビン・クロスビーは元々、彼の若年時代の憧れの存在であった（後に関係は悪化する）。
ウォーレンは、ラウンド・アンド・ラウンド、レイ・イット・ダウン、ボディ・トーク、ウェイ・クール・ジュニア、シェイム・シェイム・シェイムなど、バンドにおけるヒット作の共作に貢献する。ラットは1980年代に、5度のプラチナアルバムを1992年に解散するまでの間に獲得した。
1994年にホワイトスネイクにギタリストして加入。ツアーを成功させるが、アルバムの制作には参加せず脱退。

## ラット再結成後
2009年、夏ごろからラットとしての最新のアルバムをレコーディングを開始。翌2010年、最新アルバム "Infestation" をリリースした。最近のツアーでは、元クワイエット・ライオットのカルロス・カヴァーゾもギタリストとして参加している。しかしボビー・ブロッツァーとの確執による脱退を経て、ウォーレン自身も2018年に脱退。

## 主な使用機材
ギターについてはラット初期でシャーベル製のカスタムコンポーネントギターを、それ以降ではフランク・ザッパ宅に招待された際に触れた本人のギター（元CBS期Fender社員で日本人ルシアーの須貝邦夫作）の感触に惚れ込んで使い始めた須貝率いるPerformance Guitar社のカスタムギターがメイン使用にシフト。他にもフェンダージャパン製の改造ストラト（通称：バックスバニー）等も好んで使うが、それらは全てPerformance Guitar社で改造および整備されて現場登用されている。
現在はラット時代のペイントと仕様を取り入れたシグネイチャー機がシャーベルから発売されている。ウェイン・シャーベルの現在のブランドであるウェインなども使用中である。
各モデルのリアポジションに搭載されているピックアップはセイモアダンカンのJB。1991年頃のウォーレンはフレットの形状について、ジャンボフレットの先端を研磨して鋭角に尖らせる処理を施していた。彼なりの「ピッチの正確性の向上」の追求結果であった。
アンプはチューブ式のマーシャル、ソルダーノ、ディーゼル等。エフェクターは一時期オーヴァードライヴとしてBossのOD-1、Pro-Co社RAT（非常に短期間）なども使用していたがペダルには余り拘りはない模様。エコーを得るためにエフェクトループ接続でスタジオクオリティのデジタルディレイ（RATTのもう一人のギタリストであるロビン・クロスビーの使用機材に倣いLexicon PCM41,  PCM42, PCM70）を使用、また偶然にもLexicon社製品をループさせる事で発生する独特のトーン変化を発見し、エコー不要時にも常備接続していた時期もある。